# Норберт, Эндрю
Эндрю Норберт (англ. Andrew Norbert, род. 29 ноября 1998) — сентлюсийский шоссейный велогонщик.

## Карьера
В 2017 году стал чемпионом Сент-Люсии в групповой гонке в 2017. Стартовал на Классики Тобаго в рамках Американского тура UCI.
Летом 2018 года сначала повторил свой успех на чемпионате Сент-Люсии, а потом стал чемпионом Восточно-карибских государств по шоссейному велоспорту.
Принимал участие в рядке местных гонках.

## Достижения
2017
 Чемпион Сент-Люсии — групповая гонка
2018
 Чемпион Сент-Люсии — групповая гонка
 Чемпион Восточно-карибских государств — групповая гонка